# Ligue des droits de l'homme (France)
Pour les articles homonymes, voir Ligue des droits de l'homme.
La Ligue des droits de l'Homme (abrégée en LDH, de son nom complet Ligue française pour la défense des droits de l'Homme et du citoyen) est une association de défense des droits humains. Créée en 1898 pour défendre un innocent, le capitaine Dreyfus, la LDH a pour objectif la défense de la justice, des libertés, des droits civiques et politiques, des droits économiques, sociaux et culturels, contre le racisme et l’antisémitisme.
Elle est présidée depuis 2024 par Nathalie Tehio.

## Histoire

### Affaire Dreyfus
La LDH est officiellement enregistrée le 4 juin 1898, soit même avant le vote de la loi de 1901 sur les associations, par le républicain Ludovic Trarieux en défense du capitaine Dreyfus. Se basant sur une défense stricte des droits individuels, au pied de la lettre de la Déclaration des droits de l'homme et du citoyen de 1789, la LDH des débuts ne s'intéresse pas aux droits sociaux. D'autres associations similaires existent à l'époque, comme la Société protectrice des citoyens contre les abus, créée en 1881 par le docteur Edmond-Alfred Goupy avec comme premiers donateurs et membres d'honneur Victor Hugo et Georges Clemenceau.
Prenant parti dans la lutte pour la reconnaissance de l'innocence d'Alfred Dreyfus, la Ligue se mobilise pour la sensibilisation de l'opinion publique. En outre, nombre de ses responsables participent aux universités populaires (Georges Dottin, Victor Basch ou Henri Sée à Rennes, Charles Gide, Gabriel Séailles ou Charles Seignobos à Paris).

### De l'affaire Dreyfus à la Première Guerre mondiale et défense des droits sociaux
Ludovic Trarieux, malade, démissionne le 19 octobre 1903, puis est remplacé à l'unanimité par le jaurésien Francis de Pressensé, qui était, avec Lucien Herr, le seul socialiste du comité central. Les autres membres sont plus modérés : outre Trarieux, l'avocat et politique Joseph Reinach et l'historien et diplomatiste Arthur Giry (mort en 1899) étaient peu portés aux meetings de masse. D'autres militants plus radicaux évoluent autour de Pressensé et de la Ligue, comme les anarchistes Albert Libertad, Antoine Cyvoct ou Pierre Martinet, qui appelle à se saisir de l'antisémite Édouard Drumont pour le frapper. Progressivement, le nombre d'avocats ou de professeurs de droit socialistes ou radicaux augmente (Jean Appleton, Maxime Leroy, Goudchaux-Brunschvicg, Marius Moutet, Antonin Bergougnan, Ernest Tarbouriech, Eugène Prévost et Albert Chenevier). La Ligue dispose ainsi d'un service juridique spécialisé dans la défense des droits.
À partir de 1905, la Ligue des droits de l'homme s'intéresse à des questions dépassant la France et milite pour la libération d'Edward Joris, un anarchiste belge, responsable l'Attentat de la mosquée Yıldız, condamné à mort dans l'Empire ottoman, notamment en effectuant des manifestations de soutien en sa faveur. Elle est donc rangée au rang des Jorisards, comme de nombreux Dreyfusards. Edward Joris devient ensuite, après sa libération, le secrétaire de la branche anversoise de la Ligue des droits de l'homme,. L'un des plus influents Jorisards et Dreyfusards au sein de la Ligue des droits de l'homme est alors Pierre Quillard, un anarchiste qui s'intéresse aux deux questions à la fois et s'oppose, avec Francis de Pressensé, aux traitements des Arméniens dans l'Empire ottoman.
Pressensé y entreprend des réformes statutaires pour lui donner plus de vigueur démocratique et engage la LDH sur la voie de la défense des droits sociaux, notamment par le biais de la défense des syndicalistes (Gustave Hervé). Ferdinand Buisson, qui deviendra président de la LDH en 1913, dit, en 1902, qu'il y a « une affaire Dreyfus partout où il y a un ouvrier qui souffre, un enfant sans instruction, un travailleur sans défense, un vieillard sans asile. »
La grève dans les usines Caillez, à Neuvilly, dans le Nord, en 1903, marque un tournant. Un incendie se déclare dans l'usine, et des responsables ouvriers sont désignés. L'avocat Paul Mesmin, membre de la Ligue, assiste juridiquement et financièrement les familles. Une délégation du comité central de la Ligue se rend à Neuvilly, et Paul Painlevé déclare que « la Ligue n'est pas une assemblée de notaires chargés d'enregistrer congrûment les iniquités sociales, pourvu que la forme légale ait été respectée. » À partir de ce moment, la LDH s'intéresse aux accidents du travail et aux retraites.
L'usage du droit de grève, en particulier dans la fonction publique, où le syndicalisme est interdit (l'enseignant Marcel Nègre est ainsi révoqué en 1907), divise la Ligue. Pressensé soutient le droit de se syndiquer, et la Ligue soutient le comité confédéral de la CGT, considéré par le gouvernement Clemenceau comme collectivement responsables de l'affiche « Gouvernement d'assassins », signée par 77 militants. La LDH soutient L'Humanité dans sa défense du droit syndical chez le « prolétariat d'État » (les fonctionnaires) et obtient quelques succès jurisprudentiels (dont un arrêt du Conseil d'État). Au sein de la Ligue, certains, dont le professeur au Collège de France Albert Réville, demeurent toutefois opposés au droit de grève. L'affaire Durand, en 1910, représente ces tensions, qui aboutissent au départ de 40 000 membres entre 1909 et 1914.
Mais un certain nombre de syndicalistes entrent dans la direction de l'association, dont l'instituteur Émile Glay, l'employé Paul Aubriot, le postier Léopold Clavier et le cheminot Émile Toffin. Un groupe de travail se constitue autour de ces questions, et Ferdinand Buisson dépose, le 30 janvier 1908, une proposition de loi inspirée par Georges Demartial, syndicaliste membre de la Ligue. Les fonctionnaires n'obtiennent le droit de se syndiquer qu'en 1924.
Au congrès de 1908, Francis de Pressensé fait adopter une motion condamnant la politique du gouverneur général de Madagascar.
En mai 1909, la LDH apporte son soutien aux 7 postiers appelés à comparaître devant le conseil de discipline pour avoir « préconisé l'entente entre les travailleurs de l'État et ceux des industries privées ». Après un vif débat, il est décidé d'organiser un meeting en leur soutien, qui rassemblera plus de 6 000 personnes. À l'issue du congrès ouvert le 29 mai, cette déviation sociale est contestée par une forte minorité : un tiers des 9 000 membres démissionnent, dont Gabriel Trarieux, fils de Ludovic Trarieux.

### Entre-deux-guerres
En 1914, la LDH rejoint l'Union sacrée en invoquant la nécessité de « briser la dictature militaire d'une puissance qui, ayant fait de la guerre son industrie, l'a imposée aux autres ». À son congrès de 1916, elle s'oppose à toute « paix prématurée », ce qui ne l'empêche pas de défendre les soldats fusillés pour l'exemple. Elle continue aussi son œuvre de protection des droits économiques et sociaux, réclamant des pensions pour toutes les victimes et la répartition des allocations militaires.

Une minorité se forme après-guerre qui critiquera notamment le traité de Versailles. Cette minorité, pacifiste, se maintiendra jusqu'au congrès de Tours de 1937. La Ligue atteint son apogée lors de l'entre-deux-guerres, avec 180 000 adhérents en 1933. Dans son livre Hitler ou Staline : Le prix de la paix, Christian Jelen écrit :

« L'objet de ce livre est de décrire comment le pacifisme a aveuglé une majorité de socialistes sur le communisme et une minorité sur le nazisme. La Ligue des droits de l'homme constituant un lieu d'observation privilégié. Pendant ces années troublées de l'entre-deux-guerres, celle-ci est un puissant centre de diffusion des idées socialistes et représente le temple de la morale et de la démocratie. Pacifistes démocrates et pacifistes radicaux s'y affrontent avec férocité croissante. Les premiers comptent sur Staline pour résister à Hitler. Les seconds voient dans Staline un danger de guerre et dans Hitler un socialiste de paix. »

#### Droits sociaux
La Ligue étend son combat pour les droits sociaux, défendant la CGT attaquée par le gouvernement du Bloc national. De nouveau, des syndicalistes entrent dans la direction de la LDH (le cheminot Marcel Bidegaray, le mineur Georges Dumoulin, l'instituteur Lucien Boulanger, l'employé Georges Buisson, le journaliste Francis Delaisi, les enseignantes Suzanne Collette-Kahn et Jeanne Deghilage). Des mutualistes en font aussi partie (Robert Perdon), des coopérateurs (Charles Gide, Roger Picard, Julien Barthélemy, Henri Doizy), et des politiques proches du mouvement ouvrier (Daniel Vincent, Justin Godart ou César Chabrun, à l'origine de la loi sur la capacité civile des syndicats). On peut enfin citer Marcel Paon, représentant du HCR en France et chef de cabinet du radical Charles Lambert, haut commissaire à l'immigration et aux naturalisations sous le premier Cartel des gauches.
L'association crée alors un service juridique spécialisé dans le droit du travail et les lois sociales, avec Eugène Chaillé, inspecteur du travail, Pierre Ferrary et William Oualid. La Ligue diffuse alors un Guide pratique pour les salariés victimes d'accidents du travail. Toutefois, selon l'historien Emmanuel Naquet, « la Ligue n'apparaît guère comme un instrument de contestation du système ; elle fait plutôt figure d'instance de formulation et de régulation du progressisme social que l'État doit promouvoir. »
D'autres syndicalistes, membres de la CGT, entrent dans la direction de la LDH (Robert Lacoste, Julien Racamond et Léon Jouhaux), la lutte antifasciste (en particulier après le 6 février 1934) créant des rapprochements.

#### Question coloniale: pour la mission civilisatrice et contre les abus
Selon Laure Blévis, « La ligue n'a jamais adopté une position anticoloniale, et plus précisement n'a jamais dénoncé le projet même de gouvernement français des colonies. » Des années 1920 au début des années 1950, la position générale de la Ligue concernant les questions coloniales est représentée par Émile Kahn, son secrétaire général de 1932 à 1953 et son président de 1953 à 1958 qui, comme de nombreux socialistes, incarne une tendance favorable à la « mission civilisatrice » de l'Empire colonial français. Violemment hostile au rejet global de la colonisation et à la possibilité d'une certaine auto-détermination pour les peuples indigènes, il pense au contraire qu'il est du devoir des puissances coloniales de civiliser les indigènes jusqu'au moment où ceux-ci seront capables d'exercer leurs droits humains. Cette position est relayée par les différentes sections coloniales. Ainsi, le délégué de Haïphong qui proteste à la simple idée d'accorder une éducation un peu plus poussée aux autochtones, ce qui pourraient les élever au-dessus de leur rang, mais encore menacer des opportunités de carrière dans l'administration coloniale. Les projets qui visent à accorder de nouveaux droits à certaines catégories d'indigènes sont combattus par les sections locales d'Afrique du Nord comme celle de Barna qui se plaint que trop de concessions ont déjà été accordées aux autochtones qui selon eux ne partagent pas les valeurs des Européens.
Durant l'entre-deux-guerres, la LDH est en effet, sur le plan colonial, sur une position plus proche de la SFIO que de l'anticolonialisme du PCF, représentée par l'« assimilationnisme généreux » de Marius Moutet, membre du comité central de la LDH qui sera ministre des Colonies sous le Front populaire. Elle est toutefois traversée de débats internes. Jouant de ses relations avec l'administration et les politiques, elle transmet les doléances des sujets algériens à Paris, mettant en pleine lumière les contradictions entre le droit colonial et le régime de l'indigénat d'une part, et l'État de droit, qu'elle soutient (même si l'expression n'est pas utilisée), d'autre part. En décembre 1925, le ministre de la guerre Paul Painlevé, membre éminent de la LDH, refuse au député communiste André Marty d'accorder la grâce au tirailleur Cheikou Cissé, condamné en 1918 à la peine de déportation perpétuelle en Nouvelle-Calédonie.
La LDH intervient ainsi dans le soutien à l'Association des instituteurs d'origine indigène, ou encore dans l'affaire de Mekla, une commune de l'actuelle wilaya de Tizi Ouzou où les élections municipales de mai 1929 ont été invalidées par l'administration coloniale, en raison d'une majorité kabyle des conseillers municipaux et de l'élection subséquente d'un maire kabyle. Des juristes (Raoul Mary, Rosenmark, William Oualid, par ailleurs vice-président de l'Alliance israélite universelle ou Émile Larcher) se spécialisent dans le traitement des questions coloniales, qui ne forment toutefois qu'une faible partie de toutes les affaires défendues par la LDH.
Ainsi, l'essentiel du travail de la Ligue consiste à se concentrer sur la lutte contre les abus et les violations du droit commun, tout en restant pour la majorité de ses membres très favorable à la colonisation. Cette action accompagne néanmoins parfois la construction de la cause anticolonialiste, laquelle n'est alors qu'embryonnaire (avec l'Étoile nord-africaine de Messali Hadj). Utilisée par les Algériens comme sorte de ministère de la Justice bis, lorsque l'administration coloniale leur oppose des fins de recevoir, le droit français est alors utilisé, avec l'aide de la Ligue, comme une arme contre l'État colonial. Susceptible, l'administration coloniale aussi perçoit les activités de la Ligue comme anticolonialiste, malgré sa défense explicite qui se cantonne à la lutte pour la garantie des libertés de l'État de droit.
Certaines positions anticolonialistes radicales sont parfois représentées, mais restent très minoritaires. Lors du congrès de 1931, Félicien Challaye présente une motion, mais celle-ci ne recueille que 634 voix contre 1 523 voix pour celle de Maurice Viollette, par ailleurs ancien gouverneur général de l'Algérie (1925-1927), et d'Albert Bayet, qui soutiennent un plan de réforme afin d'établir une « colonisation démocratique ».

#### Du congrès de Tours (1937) à Vichy
Son congrès de Tours en 1937 voit l'affrontement entre les partisans de la fermeté face au nazisme et une minorité pacifiste menée par Félicien Challaye, Gaston Bergery ou Léon Émery, dont beaucoup démissionnent de la LDH. Certains suivront la voie de la collaboration.
Les Cahiers des droits de l'homme du 15 novembre 1936 concluent au respect des principes de légalité lors des procès de Moscou, la LDH écrivant notamment dans son rapport :

« La hantise que nous avons tous de l'erreur judiciaire n'existe que si l'accusé nie son crime, s'il crie jusqu'au bout son innocence… Si le capitaine Dreyfus avait fait des aveux, il n'y aurait pas eu d'Affaire Dreyfus […]. Il est contraire à toutes les données de l'histoire de la justice criminelle de supposer que, par des tortures ou des menaces de tortures, on fasse avouer des innocents dans la proportion de seize sur seize »

Leader de la minorité pacifiste qui fait scission en 1937, Félicien Challaye critique alors le silence de la Ligue concernant les procès de Moscou. Le rapport que la LDH avait publié en novembre 1936 ne mettait pas en doute la sincérité des aveux et reprenait l'idée d'une complicité de l'Allemagne avec les accusés. Elle refusait même de publier les opinions contraires au rapport. Cette attitude pousse également Maurice Paz à démissionner de la commission en juin 1937 pour ne pas s'associer à « un simulacre d'enquête » et entraîne la démission de sept autres membres de son comité central.
La même année, la LDH, malgré les rapprochements effectués depuis les émeutes du 6 février 1934 avec l'Association juridique internationale, refuse une fusion avec le Secours populaire de France et des colonies, héritier de la branche française du Secours rouge international et ancêtre du Secours populaire français actuel.
La Ligue des droits de l'homme connaît un déclin important après 1937. En 1938 et 1939, elle fait face à une crise financière et du nombre de ses membres. La crise de Munich, l'invasion de la Tchécoslovaquie, la question de Dantzig et la chute de la France ne changent pas l'analyse politico-historique de la minorité qui continue d'expliquer les crises de 1938-1940 par le prisme de la Grande Guerre.
La LDH est dissoute en juin par le gouvernement de Vichy. Ses archives sont confisquées par les Allemands, puis passeront aux mains des Soviétiques, avant d'être rapatriées en France à la fin du XXe siècle. Plusieurs de ses membres meurent en déportation, pour faits de Résistance ou assassinés par la milice française, dont Victor Basch et sa femme Ilona. Une partie des membres, en exil aux États-Unis, créent avec Roger Nash Baldwin, le fondateur de l'Union américaine pour les libertés civiles (Americal Civil Liberties Union, ACLU), la Ligue internationale des droits de l'homme, qui poursuivra après guerre son chemin de son côté.
En France, la Ligue se reconstitue clandestinement en 1943, avec un comité central comprenant notamment Pierre Cot, René Cassin et Félix Gouin. La LDH est reconstituée à la Libération et porte Paul Langevin, qui vient d'adhérer au PCF à sa présidence.

### Droits des femmes
Ses premières luttes sont en faveur des droits civiques de la femme et contre les projets de réglementation de la prostitution. Dès sa fondation en 1898, la LDH intègre des femmes au sein de son comité central. Sur le principe défendu par la Ligue, celui d'universalité des droits de l'homme, c'est une femme qui est élue pour la présider : Séverine. Deux ans plus tard, en 1901, la LDH condamne toute réglementation de la prostitution comme « contraire à l'égalité de tous, femmes et hommes, devant la loi ». Ferdinand Buisson, troisième président de la LDH, dépose un projet de loi à la Chambre des députés. Favorable à l'élection et l'éligibilité des femmes aux élections municipales.
Le congrès de Rennes demande :
- l'égalité des deux sexes au travail ;
- la suppression de l'incapacité civile de la femme mariée ;
- l'interdiction du travail des femmes pendant six semaines avant et quatre semaines après la grossesse ; puis une indemnité pendant l'allaitement.

Lors de l'année 1920, la LDH intègre une commission féministe qui continue le combat pour le droit de vote, malgré une fréquence des réunions qui diminue puis s'arrête et des dissensions liées à l'opinion largement répandue parmi les militants que le vote des femmes représenterait un « péril clérical et réactionnaire ».

Dix ans plus tard, la Ligue des droits de l'homme proclame : 

« Le congrès, considérant que la Déclaration des droits de l'homme a entendu le mot "homme" dans le sens de tous les êtres humains" à quelque sexe qu'il appartienne, demande que les droits sans exception, juridiques, politiques et sociaux, s'étendent aux deux sexes. »

La LDH défend en 1972 le droit à l'avortement. Elle proteste contre le blâme par le conseil national de l'Ordre des médecins infligé au professeur Paul Milliez pour son soutien au droit à l'avortement.
Suivant de près la condition et les droits des femmes en France mais aussi dans le monde, le Comité international du droit des femmes tient en 1979 une conférence au siège de la LDH, avec Simone de Beauvoir, et annonce l'envoi d'une mission d'information en Iran sur la condition des femmes.
En 1993, la LDH revendique la mixité des droits en appelant à manifester devant l'Assemblée nationale, qui ne comprenait alors que 6 % de femmes.
De manière générale, la LDH milite pour :
- le remboursement complet de la contraception et le développement et la protection des services hospitaliers pratiquant l'IVG ;
- l'orientation des filles dans toutes les filières ;
- l'égalité des salaires ;
- une mixité réelle des candidatures aux élections.

En 2003, elle reçoit et accompagne la venue en France de Shirin Ebadi, prix Nobel de la paix la même année. Combattante courageuse de la cause des femmes en Iran, elle raconte son combat et celui de toutes les musulmanes victimes de lois patriarcales oppressives dans leur pays. Elle parle de son opposition à l'obligation de porter le voile islamique.
Enfin, la LDH réclame l'égalité pour toutes, y compris pour les migrantes, discriminées en tant que pauvres et en tant qu'étrangères.

### Seconde moitié duXXesiècle
Le tournant vis-à-vis de la question coloniale est incarné par Daniel Mayer, ancien député SFIO et ancien ministre du Travail et de la Sécurité sociale de 1946 à 1949, il préside la Ligue de 1958 à 1975. Il avait été sanctionné par son parti en 1957 pour son hostilité à la guerre d'Algérie et son refus de voter les pouvoirs spéciaux aux gouvernements Bourgès-Maunoury et Gaillard.
La LDH a joué un rôle important de mobilisation et de sensibilisation contre les guerres coloniales (Indochine et Algérie notamment). Elle continue ainsi à s'engager fortement pour la reconnaissance des crimes et tortures perpétrées par les Français en Algérie.[réf. nécessaire] Elle se bat également pour que soit reconnu le massacre du 17 octobre 1961, et l'accès soit donné à toutes les archives sur cette période pour les historiens.[réf. nécessaire]
Autre combat, celui que la LDH mène dans les années 1970 pour défendre les libertés dans l'armée (avec la création du collectif « Droits et libertés dans l'institution militaire (DLIM) », en 1977) ; en faveur de réformes législatives pour la liberté de la contraception et de l'avortement ; l'abolition de la peine de mort et l'abolition de lois répressives comme la loi dite « loi sécurité et liberté ».

#### Aide aux immigrés
À la fin du XXe siècle, la défense du droit des étrangers fournit la plus grande partie de son activité contentieuse. En 1979, La LDH prend position contre le projet d'une « aide » aux immigrés qui s'engageraient à quitter définitivement la France.
Elle milite pour l'abolition des lois restrictives les concernant (ordonnance de 1945 sur les étrangers, les lois Pasqua-Debré…), pour la régularisation de tous les sans-papiers, pour la reconnaissance des diplômes des médecins étrangers, et, depuis 1980, pour le droit de vote des résidents étrangers aux élections locales. Elle critique aussi l'inflation législative concernant le droit pénal et l'extension de la vidéosurveillance.
La LDH se déclare solidaire des familles qui demandent à Paris un logement décent, elle demande le respect du droit au logement.
Elle prend aussi position pour la reconnaissance du droit de vote et d'éligibilité des résidents étrangers aux élections locales lors de la deuxième opération « votation citoyenne » qui s'est déroulée du 5 au 11 décembre 2005. Plus de 60 000 personnes dans plus de 120 villes de France ont déposé un bulletin dans l'urne pour répondre à la question, et le résultat fut supérieur aux attentes : 91,2 % de votants se sont prononcés en faveur de cette disposition au programme du candidat François Mitterrand en 1981.

#### Chronologie (XXesiècle)
- 1900, lutte contre l'antisémitisme

La LDH obtient la condamnation des journaux L'Antijuif de Lyon, de Paris et de Saint-Étienne.
- 1901, naissance de la Ligue des droits de l'homme belge
- 1904, peine de mort

La LDH demande lors de son premier congrès, à Paris, le 2 avril, la suppression de la peine de mort.
- 1905, séparation de l'Église et de l'État

La LDH fait une propagande active en faveur de cette séparation.
- 1906, enseignement

Le congrès de la LDH se prononce pour la gratuité de l'enseignement à tous les degrés.
Elle demande l'abrogation de la loi Falloux. Elle veut que l'on supprime des programmes scolaires : les chapitres où l'on enseigne « dogmatiquement le chauvinisme et le théisme » et où l'on combat « par des exposés inexacts le socialisme ».
- 1910, droit à la vie privée

La LDH demande la suppression de la demande d'autorisation de se marier pour les fonctionnaires.
- 1915, droits économiques et sociaux

Le secrétaire général de la LDH expose les demandes en matière de pensions, de diminution des loyers, et de réquisition.
- 1923, Allemagne

La LDH se prononce pour l'entrée de l'Allemagne dans la Société des Nations.
- 1926, droits des étrangers

La LDH demande lors de son congrès à Metz :

« dans l'intérêt des immigrés comme des nationaux, les mêmes conditions de salaires, de travail et de protections légales soient assurées aux uns et aux autres. »

- 1928, Europe

La LDH se prononce pour le désarmement et l'organisation de la paix.
- 1933, liberté d'opinion

La LDH proteste contre les poursuites visant un article anarchiste pour « provocation de militaires à la désobéissance ».
Sans pour autant soutenir les idées de cet article, la LDH s'oppose à la tentative de répression d'opinion.
- 1934, syndicats

La LDH exprime sa position en faveur de la plénitude des droits syndicaux des fonctionnaires, y compris le droit de grève.
- 1954, liberté de manifestation

La LDH proteste contre l'interdiction des manifestations syndicales du 1er mai.
- 1957, ONU

La LDH émet le vœu qu'une enquête puisse être ordonnée par les Nations unies pour crime contre l'humanité dès lors qu'un État ou une organisation, telle que la LDH, en aura dénoncé, sans que le principe de non-ingérence puisse être opposé.
- 1958, constitution

La LDH attire l'attention sur le danger des réformes constitutionnelles proposées par le général de Gaulle.
Elle se prononce en faveur du « Non » au référendum constitutionnel français de 1958.
- 1960, Algérie

La LDH proteste contre les camps d'internement en Algérie.
- 1960, peine de mort aux États-Unis

La LDH intervient auprès de l'ambassade des États-Unis en France pour demander la grâce du condamné à mort, Caryl Chessman.
- 1962, nucléaire militaire

La LDH exprime « sa vive inquiétude devant la reprise des expériences nucléaires à des fins militaires ».
- 1967, apartheid en Afrique du Sud

La LDH proteste contre la livraison d'armes par la France au gouvernement de l'Afrique du Sud responsable de l'apartheid.
- 1968, manifestations de Mai 68

La LDH proteste contre les violences policières et les expulsions de militants étrangers.
- 1970, relégation

La LDH obtient du Parlement qu'il vote la suppression de la relégation qui frappe les petits multirécidivistes d'une peine complémentaire.
- 1977, élections municipales

La LDH appelle à voter pour les candidats présentés par les formations de gauche.

### XXIesiècle
À son apogée en 1932, la LDH comptait 170 000 adhérents. Depuis le début du XXIe siècle, le nombre d'adhérents avoisinait les 7 000 adhérents. En 2023, ce chiffre a augmenté de manière significative pour atteindre les 12 057 adhérents, répartis en 277 sections et 49 fédérations.
La LDH estime qu'« un tiers des membres de la LDH est inscrit dans un parti politique, plutôt un parti de gauche et surtout au Parti socialiste. Et un ligueur sur deux a appartenu à un parti ».
La Ligue revendique l'abrogation de la loi reconnaissant le rôle positif de la colonisation de la France.
Elle milite aussi dans le cadre des réformes des prisons revendiquée depuis 1970 par Michel Foucault et le Groupe d'information sur les prisons (GIP), s'appuyant sur le comité des ministres du Conseil de l'Europe, réuni le 11 janvier 2006, qui a adopté la nouvelle version des « règles pénitentiaires européennes ».
La LDH demande la libération de Georges Ibrahim Abdallah, détenu en France depuis 1984.

#### Vols clandestins de la CIA
Fin 2005, elle dépose plainte, avec la Fédération internationale pour les droits humains pour « détentions arbitraires », « crimes de tortures » et « atteinte aux droits des prisonniers de guerre » à la suite de la révélation de vols clandestins de la CIA dans le cadre des extraordinary rendition pratiquée par l'administration Bush, dont notamment un Gulfstream III s'étant posé à l'aéroport du Bourget.

#### Prises de position lors des élections
Pendant l'entre deux tours de l'élection présidentielle française de 2007, la LDH appelle « à voter et faire voter, le 6 mai 2007, pour Ségolène Royal » dans un communiqué intitulé « Barrons la route à l'autoritarisme ». La LDH craint, en cas de victoire de Nicolas Sarkozy, que « le bon fonctionnement de la démocratie, l'effectivité de la citoyenneté et le respect des principes de liberté, d'égalité et de fraternité [ne soient] en jeu.
Dans l'entre-deux-tours de l'élection présidentielle de 2017 qui oppose Marine Le Pen et Emmanuel Macron, la Ligue appelle implicitement dans une tribune avec soixante autres associations à faire barrage à la candidate FN.

#### Lutte contre l'extrême droite
La LDH a attaqué cinq fois en justice le maire de Béziers Robert Ménard en perdant quatre référés (un jugement faisant l'objet d'une interjection d'appel). Celui-ci dénonce une « instrumentalisation de la justice ».

#### Défense de la laïcité
La LDH est également engagée pour le respect de la laïcité, par exemple contre l'installation de crèches de Noël dans des lieux de vote tels que les mairies : en 2016, elle intente ainsi un procès à la mairie de Beaucaire, avançant que l'installation de celle-ci constituerait « un trouble à l’ordre public ». Sa requête est rejetée par le tribunal. En revanche, à Paray-le-Monial, la LDH obtient le retrait de l'hôtel de ville d'une crèche confectionnée par des personnes handicapées à Bethléem (Territoires palestiniens), ville jumelée avec Paray-le-Monial. Le tribunal a condamné la commune à payer 1 000 euros à la LDH.

#### Procès Houellebecq
En septembre 2001 dans une interview Michel Houellebecq déclare : « La religion la plus con, c'est quand même l'islam. » La Ligue française des droits de l'homme, le MRAP et diverses associations musulmanes lui intentent un procès l’accusant d'islamophobie ou de racisme anti-musulmans. À l'audience, le romancier revendique le droit de critiquer les religions monothéistes : « Les textes fondamentaux monothéistes ne prêchent ni la paix, ni l'amour, ni la tolérance. Dès le départ, ce sont des textes de haine. » Les requérants sont déboutés au motif que les propos de Michel Houellebecq relèvent du droit à la critique des doctrines religieuses et considérant que la critique d'une religion ne peut s'apparenter à des propos racistes, quant à eux interdits par la loi française,.

#### Lois antiterroristes et sur le renseignement
La LDH proteste avec La Quadrature du Net avant, pendant et après sa votation de la création d'une nouvelle loi sur le terrorisme du 13 novembre 2014 et de ses nombreuses exagérations qui pourraient en résulter (loi votée le 13 novembre) et qui se seraient accélérées selon leurs communiqués après l'attentat contre Charlie Hebdo.
La LDH, avec La Quadrature du Net organise une réunion le 26 mars 2015 afin de s'opposer au projet de loi relative au renseignement présenté le 19 mars et discuté en avril 2015. Elle juge ce projet « inacceptable » car il « installe un dispositif pérenne de contrôle occulte des citoyens dont il confie au pouvoir exécutif un usage quasi illimité,. »

#### Procès Bensoussan
Fin 2016, après les propos de l'historien Georges Bensoussan prononcés lors de l'émission Répliques sur France Culture, la LDH se constitue partie civile avec le Collectif contre l'islamophobie en France (CCIF), la LICRA et SOS Racisme. Le procès est largement suivi par la presse. Le 7 mars 2017, Georges Bensoussan est relaxé par la 17e chambre du tribunal correctionnel de Paris,. Le 24 mai 2018, la cour d’appel de Paris le relaxe « de toute accusation de racisme et d’incitation à la haine pour ses propos sur les musulmans » : « La Cour d’appel considère qu’il n’y avait pas de provocation à la haine car l’historien n’a nullement visé la communauté arabo-musulmane dans son ensemble, mais insisté à plusieurs reprises sur l’emprise de l’idéologie salafiste. » Le CCIF et la Ligue des droits de l'homme se pourvoient en cassation. En septembre 2019, la Cour de cassation rejette les pourvois des parties civiles.

#### Burkini
En 2016, elle s'élève contre l'interdiction du burkini sur les plages de Cannes.

#### Loi sécurité globale
À partir de novembre 2020, la LDH est mobilisée contre la loi sécurité globale, avec une coordination composée d'une cinquantaine d'organisations et parvient après une forte mobilisation citoyenne et plusieurs actions en justice à mettre en échec plusieurs de ces dispositions liberticides[source insuffisante].

#### Agression de Cannes (2022)
En septembre 2022, elle s'inquiète du climat de réactions vengeresses après l'agression d'une femme de 89 ans par des adolescents à Cannes, souhaitant que leur sanction « soit accompagnée d’un souci de les sortir du mauvais chemin ». La Ligue invoque l'excuse de minorité face aux propos de David Lisnard puis du fils de la victime dans cette affaire. Jordan Bardella soutient lui le maire David Lisnard.

#### Manifestations à Sainte-Soline
Le 26 mars 2023, la LDH met en cause les forces de l'ordre qui défendaient la méga-bassine de Sainte-Soline lors des mouvements d'opposition aux méga-bassines. La LDH accuse notamment l'État d'avoir délibérément empêché les secours d'accéder aux blessés lors de la manifestation le 25 mars. Dans un extrait audio de 7 minutes 30, on peut entendre un échange téléphonique entre un médecin et un opérateur du Samu qui confirmerait cette version. Cependant, selon Le Point, des témoignages démontreraient « que, jamais, le Samu n'avait été interdit d'accéder aux blessés par les forces de l'ordre ».
Gérald Darmanin a rejeté les accusations de l'association et tenu des « propos menaçants » pour les centaines de milliers d'euros de subventions gouvernementales, selon un article des Échos, sur le financement de la LDH. L'opposition de gauche, des communistes aux représentants d'EELV, ainsi que le milieu associatif ont rapidement défendu l'organisation,. Celle-ci a été notamment soutenue par Jean-Marie Burguburu, président de la Commission nationale consultative des droits de l'homme, qui adresse le 7 avril un « courrier courroucé » à la Première ministre Élisabeth Borne pour la défendre. Mais, peu après, la LICRA, membre de la CNCDH, annonce se désolidariser de ce courrier « à la rhétorique radicale » envoyé notamment en son nom.

## Polémiques
Le soutien de la LDH à certains membres des Brigades rouges, réfugiés en France avec l'appui de François Mitterrand avant d'être menacés d'extradition sous Jacques Chirac, a pu être critiqué[Qui ?]. La LDH revendique en effet un nouveau procès pour les brigadistes exilés, jugés par contumace dans leur pays, en s'appuyant sur un arrêt de la Cour européenne des droits de l'homme (CEDH) demandant des procès « équitables ». Paolo Persichetti a toutefois été extradé en 2002, et Cesare Battisti a pris la fuite pour échapper à une procédure d'extradition.

### Démissions
Fin 2006, deux membres du comité central de la LDH, Antoine Spire et Cédric Porin, annoncent leur démission dans Le Monde en reprochant notamment à la Ligue sa complaisance supposée à l'égard de l'islam radical ou encore sa « culture de repentance postcoloniale », : 

« Pendant la guerre du Liban, écrivent-ils, la LDH demandait légitimement que soient sanctionnés les crimes de guerre contre les populations civiles libanaises, mais oublia les populations civiles israéliennes victimes de bombardements. On peut aussi se demander pourquoi le Proche-Orient sollicite un tel engagement de la Ligue, qui ne dit presque rien à propos du Darfour ou de la Tchétchénie, ou se tait devant les discours négationnistes et antisémites du président iranien. »

Henri Leclerc, président d'honneur de la LDH, leur a répondu peu après point par point, pointant notamment sur le conflit libanais le communiqué de la LDH du 11 août 2006 affirmant que « les agressions contre les villes israéliennes relèvent du crime de guerre avéré » et au sujet de Robert Redeker qu'« autant les menaces contre sa personne sont intolérables, la LDH ne peut s'empêcher de « constater que ses propos sont une charge haineuse contre l'islam et non contre ses dérives ». En s'étonnant du vocabulaire employé au sujet du colonialisme, Me Leclerc rappelle avec fierté l'opposition de la Ligue à l'article 4 de la loi française du 23 février 2005 portant reconnaissance de la Nation et contribution nationale en faveur des Français rapatriés, tout comme la réprobation précoce des propos du président iranien concernant les Juifs. Au-delà des débats religieux, Me Leclerc revendique le choix de la LDH de ne pas limiter son intervention aux questions de libertés formelles pour délaisser la question sociale, invoquant la poursuite de l'œuvre de René Cassin pour la reconnaissance des droits économiques, sociaux et culturels.

### Accusations de proximité avec l'islam politique
En France, dès 1995, la LDH soutient Tariq Ramadan contre le ministre de l’Intérieur, Jean-Louis Debré, qui souhaite interdire de territoire l’islamologue pour « trouble à l’ordre public », en particulier en raison de ses prêches en faveur du Front islamique du salut (FIS).
En 2020, lors de la dissolution du CCIF Collectif contre l'islamophobie en France, la LDH proteste auprès du gouvernement, affirmant qu'il s'agit d'un décret politique. Au même moment, la LDH est l'objet de critiques, accusée d'être « une alliée des promoteurs de l’islam politique » depuis une trentaine d'années, ayant soutenu l'islamologue Tariq Ramadan en 1995 puis tenu un meeting avec lui vingt ans plus tard, vitupéré le professeur Robert Redeker pour des « discours haineux » alors qu'il était menacé de mort par des islamistes, milité contre la loi interdisant la dissimulation du visage dans l'espace public (2010), critiqué les interdictions du burkini en 2016, participé à la « Marche contre l'islamophobie » de 2019, rédigé un texte accusant le président Emmanuel Macron d'ouvrir la voie « à la stigmatisation d'une partie de la population » avec son projet de loi pour lutter contre les séparatismes, le jour même de l'assassinat de Samuel Paty (2020), ou encore d'avoir critiqué la Lettre aux escrocs de l’islamophobie écrite par Charb, assassiné lors de l'attentat de 2015 contre Charlie Hebdo[source insuffisante].
Elle défend Hassan Iquioussen, imam et conférencier marocain d’obédience frériste, après le non renouvellement de son titre de séjour en raison de discours « haineux envers les valeurs de la République, dont la laïcité » et après que Gérald Darmanin a signé un arrêté ministériel d'expulsion, voyant dans cette décision « le bon plaisir d’un ministre qui, une fois de plus, donne des gages à l’extrême droite ». Le président de la LDH, Patrick Baudouin reconnaît dans les propos de l'imam des « propos antisémites absolument abjects », mais dit justifier l’intervention de son organisation en raison « du droit au respect de la vie familiale ».

### Mise en cause par la Première ministre
La Première ministre, Élisabeth Borne, déclare le 12 avril 2023, à propos de la LDH, lors de la séance des questions au gouvernement du Sénat, « ne plus [comprendre] certaines de ses prises de position », pointant « les "ambiguïtés" de la LDH "face à l'islamisme radical" » et le fait que l'association a récemment « attaqué un arrêté interdisant le transport d'armes par destination à Sainte-Soline ». Sur ce dernier point, le président de la LDH précise que son organisation ne remet pas en cause l'interdiction du port d'armes mais conteste la définition choisie, se fondant sur la jurisprudence du Conseil constitutionnel qui refuse l’extension a priori de la notion d'arme à tout objet utilisable comme projectile.

## Finances
En 2023, les subventions publiques de la LDH sont évaluées à 276 000 euros provenant de l’État et 233 000 provenant des collectivités.

## Membres
La liste de personnalités membres de la LDH ne se limite pas aux présidents et secrétaires généraux de l'organisation. Des noms comme celui de Jean-Jacques de Felice (vice-président de la LDH de 1983 à 1986 et membre du comité central) en sont l'illustration.

### Liste des présidents
- Ludovic Trarieux (1898-1903)
- Francis de Pressensé (1903-1914)
- Ferdinand Buisson (1914-1926)
- Victor Basch (1926-1944)
- Paul Langevin (1944-1946)

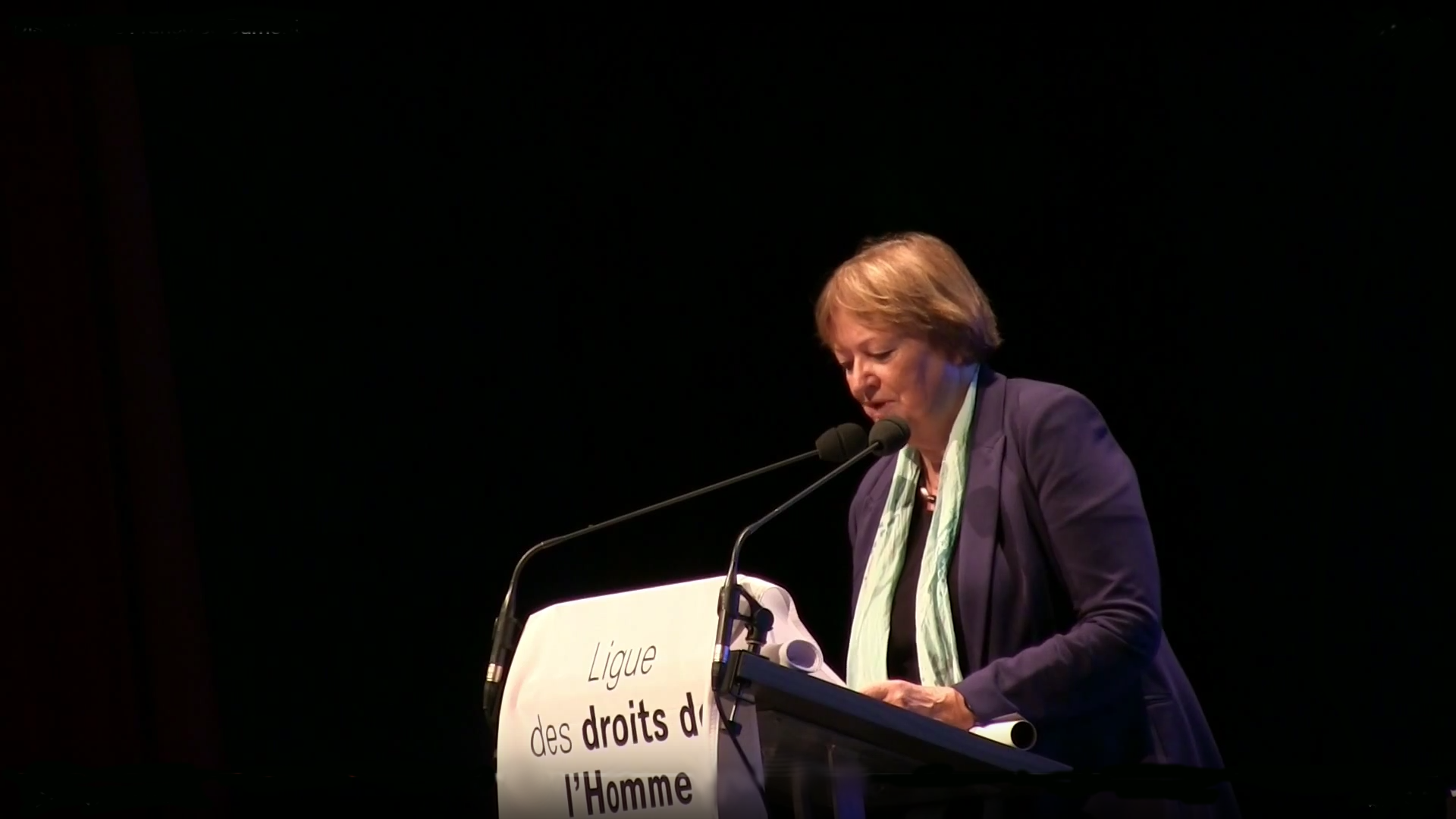
Françoise Dumont, présidente de la Ligue des droits de l'homme de 2015 à 2017.

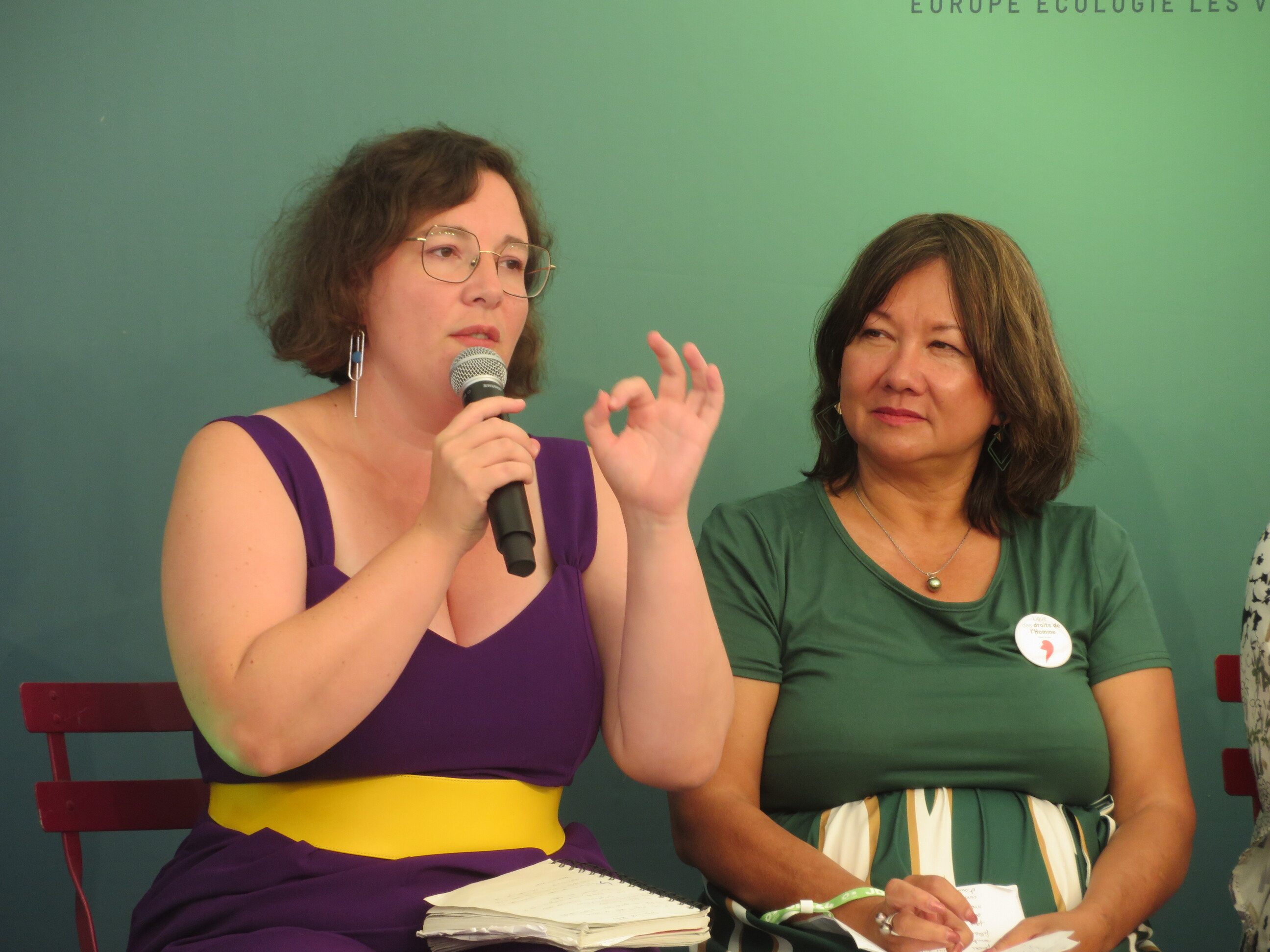
Nathalie Tehio aux côtés de Cyrielle Chatelain aux Journées d'été des écologistes 2024.

- Justin Sicard de Plauzoles (1946-1953)
- Émile Kahn (1953-1958)
- Daniel Mayer (1958-1975)
- Henri Noguères (1975-1984)
- Yves Jouffa (1984-1991)
- Madeleine Rebérioux (1991-1995)
- Henri Leclerc (1995-2000)
- Michel Tubiana (2000-2005)
- Jean-Pierre Dubois (2005-2011)
- Pierre Tartakowsky (2011-2015)
- Françoise Dumont[62] (2015-2017)
- Malik Salemkour[63] (2017-2022)
- Patrick Baudouin (président[64] (2022-2024) - Marie-Christine Vergiat (vice-présidente)
- Nathalie Tehio, élue en mai 2024

### Liste des secrétaires généraux
- Jean Psichari (1898-1898)
- Mathias Morhardt (1898-1911)
- Pierre Quillard (1911-1912)
- Henri Guernut (1912-1932)
- Émile Kahn (1932-1953)
- Andrée Mossé (1953-1958)
- Pierre Couteau (1958-1968)
- Pierre Hérold (1968-1975)
- Danièle Marion-Fondanèche (1975-1978)
- Michel Échaubard (1978-1984)
- Michel Tubiana (1984-1995)
- Bertrand Main (1995-1999)
- Catherine Teule (1999-2005)
- Vincent Rebérioux (2005-2009)
- Dominique Guibert (2009-2013)
- Jacques Montacié (2013-2015)
- Jean-François Mignard (2015-2017)
- Dominique Guibert (2017-2018)
- Jean-François Mignard (2018-2019)
- Vincent Rebérioux (2019)
- Roland Biache (2019-2022)
- Martine Cocquet (2022-2024)
- Emmanuelle Jourdan-Chartier, Isabeau Le Bourhis et Franck Merlin-Anglade (depuis 2024)

## Archives
Les archives de la LDH sont conservées à La Contemporaine de Nanterre depuis 2000, après avoir été rapatriées de Russie (elles avaient été saisies par la Gestapo en 1940, transportées en Allemagne puis à la fin de la Seconde Guerre mondiale déplacées à Moscou comme « réparations de guerre » aux archives d'État de la fédération de Russie),.

### Sources et bibliographie
- Emmanuel Naquet, Pour l’Humanité. La Ligue des droits de l'homme de l’affaire Dreyfus à la défaite de 1940, préface Pierre Joxe, postface Serge Berstein, Rennes, PUR, 2014
- « 1898–2004 : une mémoire pour l'avenir », dans Hommes et Libertés no 128 (revue de la LDH)
- Bernard Deljarrie et Bernard Wallon, Un combat dans le siècle, LDH, Paris, juin 1988
- Éric Agrikoliansky, La Ligue française des droits de l'homme et du citoyen depuis 1945, sociologie d'un engagement civique, éd. L'Harmattan, coll. « Logiques politiques », Paris, 2002
- Christian Jelen, Hitler ou Staline, le prix de la paix, Flammarion, Paris, 1988  (ISBN 2-08-066041-1)
- (en) William D. Irvine, Between Justice And Politics : The Ligue Des Droits De L'Homme, 1898-1945, Stanford University Press, 2006, 253 p. (ISBN 978-0-8047-5317-3, présentation en ligne)
- Sonia Combe et Grégory Cingal (dir.), Retour de Moscou. Les archives de la Ligue des droits de l'homme, 1898-1940, La Découverte, 2004